# 誤嚥性肺炎
誤嚥性肺炎（ごえんせいはいえん）は、嚥下障害が起きているために気道に口から唾液や食べ物などに含まれる細菌が流入するか、または胃から胃液が流入してしまったことによって肺に発生する炎症。肺炎の一種。
細菌の流入のような「感染性の誤嚥性肺炎」だけでなく、酸性の胃の内容物や胃酸が肺に流入することで発症する化学性肺炎もある。これは「非感染性の誤嚥性肺炎」の亜型に分類される。

## 診断・診察
感染は数種類の細菌が原因である可能性がある。リスク要因には、意識レベルの低下、嚥下障害、アルコール依存症、経管栄養、口腔の健康不良などがあげられる。診断は通常、既往歴、症状、胸部X線検査、培養検査に基づいて行われる。他の種類の肺炎と区別するのが難しい場合もある。
吐物が肺に大量流入してしまった際の胃酸による化学性肺炎は、メンデルソン症候群と呼ばれる。よくある徴候や症状として、発熱と咳が流入から比較的早期にみられる。合併症には肺膿瘍が挙げられる。

## 処方
治療は通常、クリンダマイシン、メロペネム、アンピシリン・スルバクタム（商品名：ユナシンなど）、モキシフロキサシンなどの抗生物質が用いられる。化学性肺炎のみの患者には、抗生物質は一般的に必要ない。肺炎で入院した患者のうち、約10%は誤嚥によるものである。特に介護老人ホームにいる高齢者に発症することが多い。男女ともに等しく発症する。

## 疫学
日本の高齢者においては、肺炎の80%以上を誤嚥性肺炎が占め、死亡統計では第3位の疾病である。毎日2万人の70歳以上の高齢者が誤嚥性肺炎により入院しており、年間医療費は4450億円と試算されている。